# Arkadij Morkow
Arkadij Iwanowicz Morkow (lub Markow, ros. Аркадий Иванович Морков) (ur. 1747, zm. 1827) – rosyjski dyplomata.

## Życiorys
Ukończył studia na Uniwersytecie Moskiewskim. Od roku 1763 pracował w Kolegium Spraw Zagranicznych. W roku 1781 został „drugim” posłem rosyjskim do Hagi ze specjalnym zadaniem b pogodzić Wielką Brytanie i Holandię skłócone ponieważ Holandia poparła USA w wojnie o niepodległość. Spory tych państw ciężko dotykały ekonomicznych interesów rosyjskich. Zadaniu temu Morkow nie sprostał.
W 1782 roku reprezentował Rosję na międzynarodowym kongresie dyplomatycznym w Paryżu.
Od roku 1783 Morkow był ambasadorem Rosji w Sztokholmie, gdzie „dbał” by Gustaw III nie miał zbyt łatwego rządzenia, powodował konflikty wewnętrzne. W roku 1786 Morkow został członkiem Rady SZ. Minister Aleksandr Biezborodko szybko uczynił go swą prawą ręką. Morkow miał prawo wglądu w całą zagraniczną korespondencję carycy Katarzyny II.
W latach dziewięćdziesiątych odgrywał ważną rolę w kształtowaniu polityki zagranicznej Rosji. Brał udział w negocjacjach w sprawie III rozbioru Polski. Obdarowany przez Katarzynę II dobrami starostw latyczowskiego i krzemienieckiego, zabranymi Czartoryskim.
W roku 1796 Morkow i jego bracia otrzymali tytuły hrabiów Świętego Cesarstwa Rzymskiego od cesarza Franciszka I. Gdy władzę przejął Paweł I Romanow, Morkow stracił urzędy i otrzymał rozkaz opuszczenia stolicy. Kolejny car Aleksander I Romanow mianował go w 1801 roku ambasadorem Rosji w Paryżu. Często kłócił się z Napoleonem, do którego czuł osobistą nienawiść. W roku 1803 prokonsul Napoleon Bonaparte poskarżył się na jego postępowanie carowi, który Morkowa odwołał. Po powrocie do Rosji Morkow dostał wstęgę Aleksandra – jedno z najwyższych rosyjskich odznaczeń. Od roku 1820 członek rady stanu.